# Løsladelse
En løsladelse er en handling, der afslutter et fængselsophold, eller en ulovlig frihedsberøvelse såsom kidnapning. Det kan enten forekomme, fordi et tidsbegrænset fængselsophold er udløbet, afbrudt eller personen bliver benådet. Inden sin endelige løsladelse, kan man evt. blive prøveløsladt.